# Constitution grecque de 1823
Constitution de 1822 Constitution de 1827
La constitution grecque de 1823, appelée Loi d'Épidaure, en grec moderne : Νόμος της Επιδαύρου,  est le deuxième texte constitutionnel adopté pendant la guerre d'indépendance grecque, qui a débuté en 1821. Au printemps 1823 (mars-avril) a lieu la 2e Assemblée nationale, appelée Assemblée nationale d'Astros, qui adopte cette nouvelle constitution. C'est une période difficile, juste avant le début de la première guerre civile acharnée de la Révolution. 
La constitution est divisée en sept parties et 99 articles : 
- Section Α' : À propos de la religion.
- Section Β' : Sur les droits civils des Grecs.
- Section Γ' : Sur la fonction de l'administration.
- Section Δ' : À propos des fonctions de l'organe législatif.
- Section Ε' : Sur les fonctions de l'organe exécutif.
- Section ΣΤ' : Sur les adjoints.
- Section Ζ' : À propos du pouvoir judiciaire.

Fondamentalement, la Constitution de 1823 a la même structure que celle de 1822. Les dispositions relatives aux droits de l'homme sont plus étendues et la fonction de la justice est réglementée de manière plus détaillée. Pétros Mavromichális est réélu président de l'organe exécutif. La 2e Assemblée dissout tous les organes législatifs locaux et abroge le titre de « Haut commandant en chef », qui était auparavant attribué à Theódoros Kolokotrónis.
La Constitution grecque de 1823 fait directement référence à la Constitution américaine comme source d'inspiration et inclut comme amendements des traductions grecques complètes de la Déclaration d'indépendance des États-Unis de 1776 et de la Constitution américaine.